# Tiancsi-tavi szörny
A Tiancsi-tavi szörny (egyszerűsített kínai: 天池水怪, pinjin hangsúlyjelekkel: tiānchí shuǐ guài) a Tiancsi-krátertóban élő tavi szörny, melynek létezését tudományos bizonyítékok nem támasztják alá. A tó a Csangpaj (koreaiul: Csangbek) hegységben fekszik, Csilin provinciában, Kína és Észak-Korea határán.
Bár kevésbe ismert, az 1990-es évektől kezdve a lényt Csilinek (jelentése: 'szerencsés cimbora Csilin-ből') is szokták becézni. Ez a kriptid a legjelentősebb kínai tavi szörny, és az 1980-as évektől kezdve világhírnévre tett szert.

## Leírás
A beszámolók szerint a szörnynek emberfejszerű feje van, ami egy kb. 1,5 méter hosszú nyakon foglal helyet. A nyaka körül körbefut egy fehér sáv, a bőre szürke és sötét színű. Fején kisebb szarvak vannak.

## Észlelések
- A 19. század végén négy helyi vadász látta meg a szörnyet a tavon. Az aranysárga, szarvakkal rendelkező lénynek hosszú nyaka volt nagy, kocka-alakú fejjel és bajusszal.
- 1903-ban Hszü Jung-sün, Hszü Fu-sün, Vang Zsan, Jü Fu és másik négy utazó barátjuk a tóparton vadásztak, amikor a hatalmas bölényszerű teremtmény három embert megtámadott, de hat lövés után a lény visszamerült a vízfelszín alá.
- 1908-ban Liu Csienfeng, egy prefektusi biztos expedíciót vezetett a tó környékén. Később publikálta a Csangpaj San Csiangkang Cselüe (Rövid feljegyzések a Csangpaj-i régió folyóiról és hegyeiről) nevű monográfiáját, amelyben a terület történelméről, folklórjáról, földrajzáról, növény- és állatvilágáról esik szó. A lényt ebben az alkotásban szintén helyet kapott.
- 1962-ben Csou Fengjing, egy személyzeti tag a Tienven-csúcson meteorológiai állomásról két fekete foltot látott, amely V-alakú hullámokat hagyott a tó vízén. Távcsövön keresztül két ismeretlen, kutyafejű állatot figyelt meg úszni.
- 1976 augusztusában egy csoport turista Peking-ből vettek észre egy fekete vadállatot, amely legjobban egy medvére hasonlított, parton pihenni. Amint a turisták felsikított a lény felugrott és belemerült a vízbe.
- 1976. szeptember 26-án 20-30 ember, amelyek közé egy Piao nevü helyi tisztviselő, számos munkás és egy csoport látogató figyelt meg egy ökör nagyságú lényt mászni a parton. Később a teremtmény visszaugrott a vízbe és elmerült.
- 1977-ben Csin Csangkuj a Csangpaj hegyi Természetvédelmi Terület Adminisztráció hivatalnoka látott egy fekete, nagyjából 2 méter hosszú, rövid lábakkal rendelkező állatot. Később portrét is készített a lényről.
- 1980. augusztus 21-én Lej Csia számos kísérővel együtt egy hosszú, barázdás hátat látott meg kiemelkedni a vízből. Lej később a Kuangming Napilapban közölte észlelését.
- 1980. augusztus 22-én Piao Lungcse és Cuj Hszing'En, a meteorológiai állomás személyzete két különös állatot figyeltek meg, amelyek hosszúkás, V-alakú hullámokat keltettek. Ketten lemásztak és közelebbről figyelték meg őket a partról. Elmondásuk szerint az egyik állat 1,5 méter hosszú volt, kígyószerű feje és fókaszerű teste. A hírt először a Jenpien Napilapban hozták le, majd a nemzetközi sajtó is beszámolt róla.
- 1980. augusztus 22-én néhány munkavállaló hét vagy nyolc telt, fehér lényt vettek észre fejek és farkak nélkül.
- 1980. augusztus 23-án Lu Hszinhua, egy művész tájképfestészethez készülődött a parton, amikor öt fura lényt vett észre a tóban. Beszámolójában a lényeket 4 méter hosszúnak írja le őket, testük kutyaszerű, hosszú fekete szőrzet borítja őket, fejük egy ököréhez hasonló. A hírt az Egyesült államokban egy amerikai-kínai napilap hozta le, amíg Kínában maga Lu Hszinhua írt cikket a kínai Kövület Magazinnak.
- 1980. augusztus 23-án a meteorológiai állomás számos alkalmazottja megfigyelt kettő sötét barna lényt.
- 1980. augusztus 23-án, reggel 10 óra körül Piao megfigyelt két állatot 40 méterre a parttól. Széles, sötét szürke testük volt, hosszú nyakukon egy fehér sávval. Mivel Piao fegyvertartási engedéllyel rendelkezett így rálőtt a két lényre, de végül nem találta el őket.
- 1980. augusztus 25-én Ling Jüszan, a Csilin Provinciai Turisztikai Adminisztráció igazgatója egy felfedező túrát szervezett a területen, mivel lenyűgözőnek tartották a sok észlelést. Jelentést írtak a tanúk tapasztalatairól, és színes skiccet készítettek Piao elbeszélése alapján. Ling leírását utólag benyújtották a felsőbb hatóságoknak, amely ma hivatalos archívumokban található meg.
- 1981. június 17-én egy karcsúbb példányt látott úszni Li Csangju és öt másik társa, akik a Tienven-csúcsról figyelték meg őket távcsővel. Bevallásuk szerint sárga teste volt, nagy, kerek fejjel.
- 1981. szeptember 2-án Li Hsziaopin, az Új Megfigyelések című lap egy újságírója először rögzített képet a szörnyről. A képen az állítólagos lény háta látszódik kidomborodni a vízből. A becsült mérete 2-3 méter.
- 1985. június 30-án, Vang Csi, a Washingtoni Egyetem professzora és Lang Hujcsing, a Pekingi Állami Egyetem professzora öt másik emberrel együtt a hegycsúcsokat látogatta meg, amikor rendkívüli hullámokra lettek figyelmesek a vízben. Megfigyelték, ahogyan egy hatalmas állat háta emelkedik ki belőle, majd visszabukott a vízbe. Nagyjából öt percig úszott, majd fokozatosan elmerült.